# Bartosz Bereszyński
Bartosz Bereszyński, född 12 juli 1992, är en polsk fotbollsspelare som spelar för Sampdoria och Polens landslag.

## Klubbkarriär
Bereszyński föddes i den polska staden Poznań och spelade för en del Poznań-klubbar innan han började spela för den största klubben i staden, Lech Poznań. Efter ett par år i klubben lämnade han för att gå till storklubben och rivalen Legia Warszawa, detta betydde att Bereszyński ansågs vara en förrädare och blev till exempel kallad för "Judas" av Poznan-anhängare.
Den 3 januari 2017 blev Bereszyński klar för den italienska klubben Sampdoria. Den 27 april 2018 förlängdes kontraktet till sommaren 2023. Den 7 februari 2022 förlängdes kontraktet till sommaren 2025.
Den 7 januari 2023 värvades Bereszyński av Napoli på ett lån fram till sommaren, med en option på en permanent övergång. Den 22 augusti 2023 lånades han ut till Empoli på ett säsongslån.

## Landslagskarriär
Bereszyński gjorde sin debut för det polska landslaget den 4 juni 2013, i en match mot Liechtenstein.